# Stazione di Stezzano
La stazione di Stezzano è una fermata ferroviaria posta lungo la linea Milano-Bergamo, a servizio dell'omonimo comune.

## Storia
La fermata fu attivata il 13 luglio 2008. Il servizio entrò effettivamente in funzione solo a partire dal 6 settembre 2009.

## Strutture e impianti

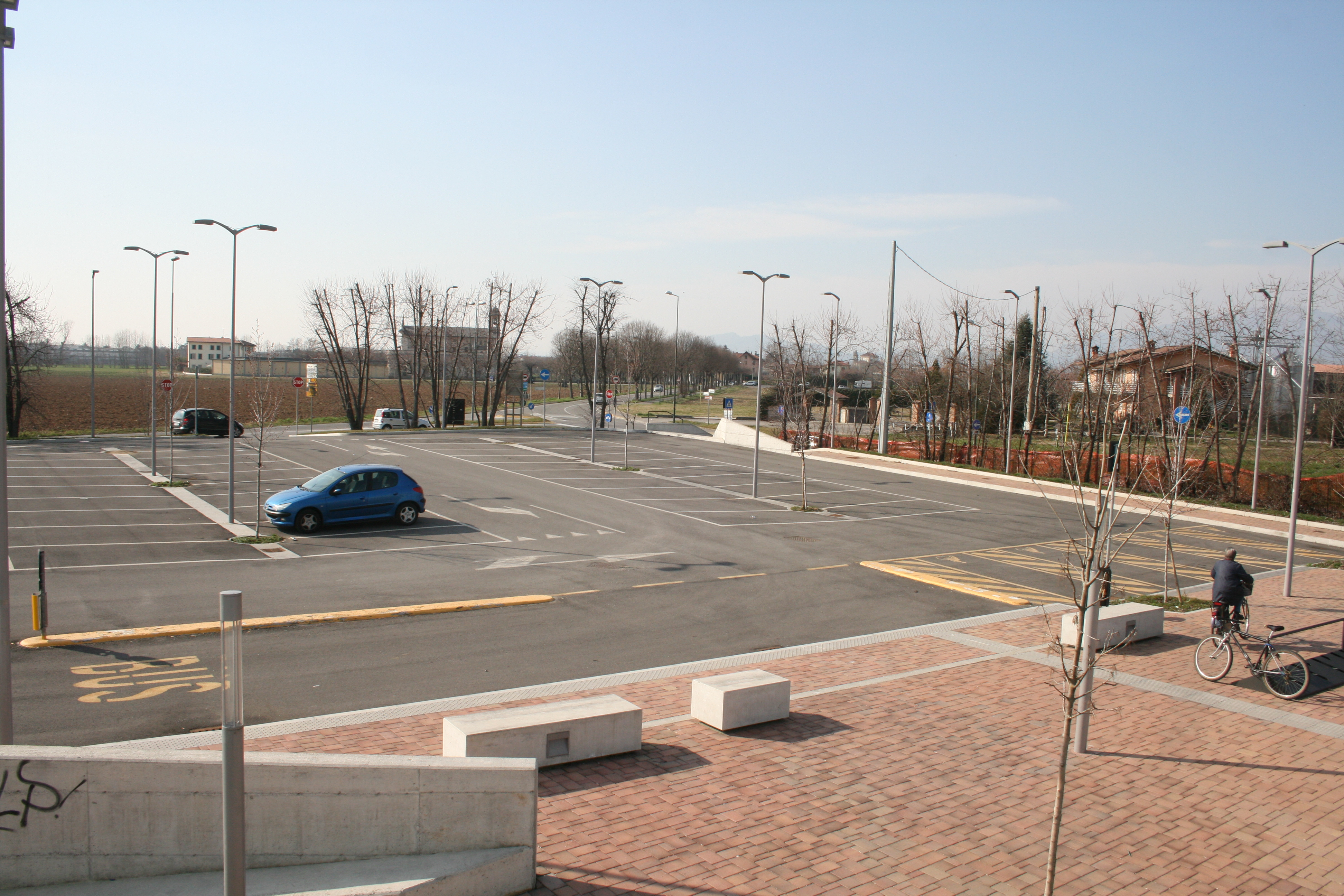
Parcheggio d'interscambio lato ovest.

La fermata conta due marciapiedi, posti lateralmente ai due binari di corsa e collegati da un sottopassaggio. Non vi sono pensiline e sono presenti 2 panchine su ogni marciapiedi. Non è presente alcun fabbricato viaggiatori mentre sono presenti due aree di parcheggio per autoveicoli, una in corrispondenza dell'uscita lato ovest (opposta al centro abitato) mentre l'altra, più vicina al centro abitato, si trova sul lato est a circa 200 metri dalla fermata ferroviaria.
È inoltre presente sul lato est una piccola area di sosta per cicli e motocicli, collegata al centro abitato da un percorso ciclopedonale.

## Movimento
La fermata è servita da treni regionali della linea Treviglio-Bergamo cadenzati a frequenza oraria (semioraria nelle ore di punta) svolti da Trenord nell'ambito del contratto di servizio stipulato con la Regione Lombardia.

## Servizi
La stazione è classificata da RFI nella categoria "Bronze".

Le banchine a servizio dei binari sono collegate tra loro tramite un sottopassaggio pedonale e sono accessibili a portatori di disabilità grazie ad appositi scivoli. Non vi sono fontanelle, né servizi igienici.

## Interscambi
Pur essendo presente una fermata degli autobus, adiacente all'ingresso, essa è utilizzata per l'imbarco e lo sbarco dei passeggeri di autobus in servizio turistico e navette, non essendo mai stata programmata alcuna linea di trasporto pubblico per servire la stazione.